# Josephine Sticker
Josefine „Fini” Sticker (ur. 7 lipca 1894 w Wiedniu, zm. 10 września 1960) – austriacka pływaczka reprezentująca Cesarstwo Austrii, brązowa medalistka igrzysk olimpijskich (1912).
Podczas V Letnich Igrzysk Olimpijskich w Sztokholmie w 1912 roku, Sticker wystartowała w dwóch konkurencjach pływackich. Na dystansie 100 metrów stylem dowolnym z czasem 1:31,8 zajęła czwarte miejsce w trzecim wyścigu eliminacyjnym i odpadła z dalszej rywalizacji. Sticker wystartowała także na trzeciej zmianie austriackiej sztafety 4 × 100 m stylem dowolnym. Czasem 6:17,0 ekipa Austriaczek zdobyła brązowy medal.
Sticker reprezentowała barwy klubu Austria Wiedeń.